# 대마불사 (경제학)

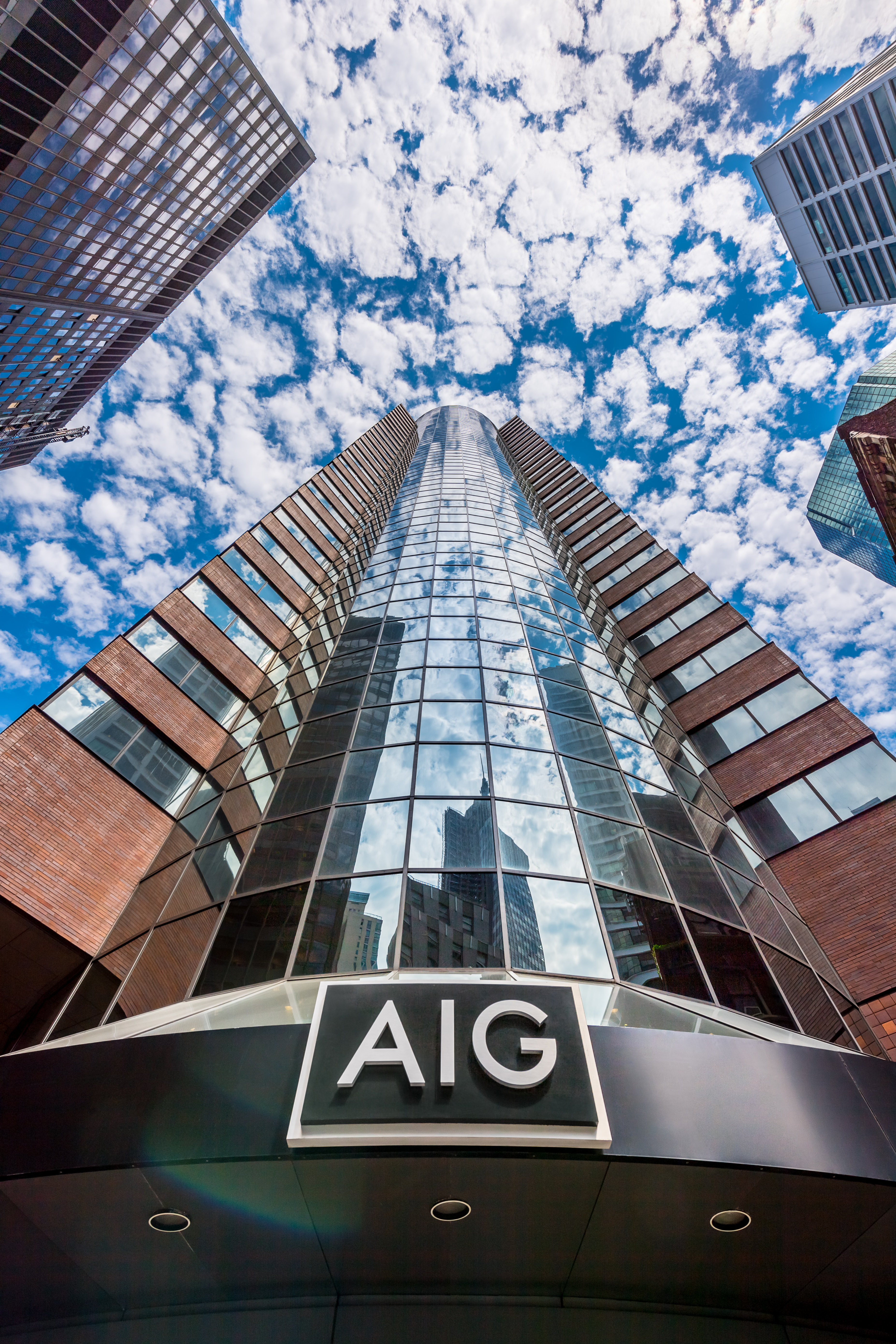
2007년 서브프라임 모기지 사태 당시 미국 정부의 대마불사 논리에 의해 구제된 AIG 본사 건물

대마불사(大馬不死, Too big to fail, TBTF)는 경제학 용어로서, 규모가 거대한 기업이나 금융기관이 도산할 경우, 그와 이해관계가 얽힌 수많은 경제 주체들이 피해를 봐서 경제 전체적으로 재앙적인 사태가 벌어지므로, 정부가 그러지 않도록 반드시 구제해야 한다는 논리이다.

## 유래
1984년 미국 컨티넨탈 일리노이(Continental Illinois) 은행이 도산해 미국 역사상 최악의 은행 파산이 발생하자, 미국 하원 스튜어트 맥키니(Stewart McKinney) 의원이 미국 예금보험공사(FDIC)의 적극적인 개입을 통한 구제를 주장하여, 이러한 경제 논리가 최초로 대중화되었다.
대한민국에서는, 1997년 IMF 구제금융 위기 당시 수많은 대기업들이 도산할 때, 바둑에 "대마가 잡히면 패배나 다름없기 때문에 최대한 살려야 한다"는 논리에 빗대어, 규모가 큰 기업이나 금융기관을 정부가 개입해 살려야 한다는 대마불사 논리가 본격적으로 대두되었다.

## 논란
2007-2008년 세계 금융 위기가 발생해, 또다시 정부가 대기업과 대형 금융기관을 구제해야 한다는 대마불사 논리가 대두되자, 이와 관련된 찬반 논쟁이 공론화되었다. 애초에 위험관리가 제대로 이루어지지 않는 대형 은행이나 금융기관을 살려주는 것은 오히려 경제에 역효과를 낸다는 비판이 제기되었다.

## 같이 보기
- 정실 자본주의
- 지도주의
- 레몬 사회주의
- 유동성 함정